# رينان فيريرا (مقاتل)
ثاليس رينان فيريرا (بالبرتغالية: Thalles Renan Ferreira؛ مواليد 23 نوفمبر 1989) هو مُقاتل فنون قتالية مختلطة برازيلي، يُنافس حاليَّا في فئة الوزن الثقيل في دوري المقاتلين المحترفين. فاز بلقب بطولة دوري المقاتلين المحترفين للوزن الثقيل لعام 2023. وهو مقاتل فنون قتالية مختلطة محترف منذ عام 2013، وقد نافس سابقًا في تحالف بطولة القتال التراثية.

## مسيرته في فنون القتال المختلطة

### بدايته
بدأ فيريرا مسيرته الاحترافية في فنون القتال المختلطة في عام 2013 وحقق رصيد بلغ 5–1 قبل التوقيع مع بطولة القتال التراثية.

### بطولة القتال التراثية
في أول ظهور له في إل إف آي، واجه فيريرا بريت مارتن في 28 يونيو 2019، في إل إف آي 70. خسر النزال بسبب الاستبعاد نتيجة للضربات غير القانونية.
واجه فيريرا جاريد فانديرا في 30 أغسطس 2019، في إل إف آي 74. وفاز بالنزال عن طريق الإخضاع في الجولة الثانية.

### بي إف إل

#### 2024
واجه فيريرا بطل الوزن الثقيل في بيلاتور ريان بدر في نزال عبور من ثلاث جولات غير مرتبطة باللقب في 24 فبراير 2024، في حدث بي إف إل ضد بيلاتور. فاز بالنزال بالضربة القاضية بعد مرور واحد وعشرين ثانية من الجولة الأولى.
ومن المقرر أن يواجه فيريرا بطل يو إف سي للوزن الثقيل السابق فرانسيس نجانو في 19 أكتوبر 2024 في حدث نزالات السوبر بي إف إل: معركة العمالقة.

## البطولات والإنجازات
- دوري المقاتلين المحترفين
  - بطولة بي إف إل للوزن الثقيل 2023
  - أبطال بي إف إل ضد بيلاتور حزام السوبر (مرة واحدة)

## سجل فنون القتال المختلطة
| السجل المهني |        |         |
| 19 نزال      | 13 فوز | 3 خسارة |
| ضربة قاضية   | 11     | 1       |
| إخضاع        | 1      | 1       |
| قرار القضاة  | 1      | 0       |
| إقصاء        | 0      | 1       |
| بدون قرار    | 3      | 3       |

| النتيجة | السجل    | الخصم           | الطريقة                         | الحدث                       | التاريخ        | الجولة | الوقت | المكان                                     | الملاحظات |
| ------- | -------- | --------------- | ------------------------------- | --------------------------- | -------------- | ------ | ----- | ------------------------------------------ | --- |
| فاز     | 13–3 (3) | ريان بدر        | ضربة فنية قاضية (باللكمات)      | بي إف إل ضد بيلاتور         | 2024 فبراير 24 | 1      | 0:21  | الرياض، السعودية                           | على حزام السوبر «بطل بي إف إل ضد بطل بيلاتور». |
| فاز     | 12–3 (3) | دينيس جولتسوف   | ضربة فنية قاضية (باللكمات)      | بي إف إل 10 (2023)          | 2023 نوفمبر 24 | 2      | 0:26  | واشنطن العاصمة، الولايات المتحدة           | فاز بلقب بطولة بي إف إل للوزن الثقيل 2023. |
| فاز     | 11–3 (3) | موريس غرين      | ضربة قاضية (باللكمات)           | بي إف إل 8 (2023)           | 2023 أغسطس 18  | 1      | 4:46  | مدينة نيويورك، نيويورك، الولايات المتحدة   | نصف نهائي بطولة بي إف إل للوزن الثقيل 2023. |
| فاز     | 10–3 (3) | ماثيوس شيفيل    | ضربة قاضية (بلكمة)              | بي إف إل 5 (2023)           | 2023 يونيو 16  | 1      | 0:50  | أتلانتا، جورجيا، الولايات المتحدة          | |
| ب.ف     | 9–3 (3)  | رضوان كونييف    | بدون فائز (انقلبت)              | بي إف إل 2 (2023)           | 2023 أبريل 7   | 3      | 5:00  | لاس فيغاس، نيفادا، الولايات المتحدة        | في الأصل كان قرار الحكام (بالإجماع) فوزًا لكونييف؛ تم إلغاؤه بعد أن ثبتت إيجابية اختباره للمواد المحظورة.                                                                         |
| خسر     | 9–3 (2)  | أنتي ديليا      | ضربة فنية قاضية (باللكمات)      | بي إف إل 8 (2022)           | 2022 أغسطس 13  | 1      | 4:31  | كارديف، ويلز                               | نصف نهائي بطولة بي إف إل للوزن الثقيل 2022. |
| ب.ف     | 9–2 (2)  | كليدسون أبرو    | بدون فائز (انقلبت)              | بي إف إل 5 (2022)           | 2022 يونيو 24  | 3      | 5:00  | أتلانتا، جورجيا، الولايات المتحدة          | في الأصل كان قرار الحكام (بالإجماع) فوزًا لأبرو؛ وتم إلغاؤه بعد أن ثبتت إيجابية اختباره للمواد المحظورة.                                                                          |
| فاز     | 9–2 (1)  | جيميل جونز      | ضربة قاضية (ركلة أمامية ولكمات) | بي إف إل 2 (2022)           | 2022 أبريل 28  | 1      | 0:25  | أرلينغتون، تكساس، الولايات المتحدة         | |
| فاز     | 8–2 (1)  | ستيوارت أوستن   | ضربة قاضية (بلكمة)              | بي إف إل 8 (2021)           | 2021 أغسطس 19  | 1      | 0:31  | هوليوود، فلوريدا، الولايات المتحدة         | |
| فاز     | 7–2 (1)  | كارل سومانوتافا | قرار الحكام (بالإجماع)          | بي إف إل 6 (2021)           | 2021 يونيو 25  | 3      | 5:00  | أتلانتيك سيتي، نيو جيرسي، الولايات المتحدة | |
| ب.ف     | 6–2 (1)  | فابريسيو ويردوم | بدون فائز (انقلبت)              | بي إف إل 3 (2021)           | 2021 May 6     | 1      | 2:32  | أتلانتيك سيتي، نيو جيرسي، الولايات المتحدة | في الأصل كانت النتيجة فوزًا بالضربة الفنية القاضية (باللكمات) لفيريرا؛ وفي وقت لاحق تم الحكم بعدم وجود تنافس بعد أن تقرر أن فيريرا استسلم بعد خنق المثلث تم تطبيقه من قبل فيردوم. |
| فاز     | 6–2      | جاريد فانديرا   | إخضاع (خنق المثلث)              | إل إف آي 74                 | 2019 أغسطس 30  | 2      | 2:37  | ريفرسايد، كاليفورنيا، الولايات المتحدة     | |
| خسر     | 5–2      | بريت مارتن      | إقصاء (ضربات غير قانونية)       | إل إف آي 70                 | 2019 يونيو 28  | 1      | 3:14  | ماديسون، ويسكونسن، الولايات المتحدة        | نصف نهائي بطولة بي إف إل للوزن الثقيل. |
| فاز     | 5–1      | فابريسيو ألميدا | ضربة فنية قاضية (باللكمات)      | فيوتشر إف سي 3              | 2019 مارس 22   | 2      | 3:57  | إنداياتوبا، البرازيل                       | |
| فاز     | 4–1      | تياجو كاردوسو   | ضربة قاضية (باللكمات)           | إن سي إيه 30                | 2018 سبتمبر 15 | 1      | 1:39  | ريو دي جانيرو، البرازيل                    | |
| فاز     | 3–1      | كارلوس روان     | ضربة قاضية (باللكمات)           | إل إف سي 6                  | 2017 ديسمبر 14 | 1      | 3:30  | ريو دي جانيرو، البرازيل                    | |
| خسر     | 2–1      | فينيسيوس موريرا | إخضاع (شريط الذراع)             | ليلة قتال إف آي إم 1        | 2016 سبتمبر 3  | 1      | 3:37  | غويانيا، البرازيل                          | على لقب بطولة إف آي إم إم آي للوزن الثقيل الشاغر. |
| فاز     | 2–0      | أالكسندر سابارا | ضربة فنية قاضية (انسحاب)        | أكاي دو جابا فايت 2         | 2014 ديسمبر 13 | 2      | غ/م   | بارانوا، البرازيل                          | |
| فاز     | 1–0      | مارسيو ماركيز   | ضربة فنية قاضية (باللكمات)      | مهرجان إم إم إيه: بورانجاتو | 2013 ديسمبر 14 | 1      | 0:43  | بورانجاتو، البرازيل                        | |

## نزالات الدفع مقابل المشاهدة
| #  | الحدث               | القتال        | التاريخ        | المكان             | المدينة          | المبلغ      |
| -- | ------------------- | ------------- | -------------- | ------------------ | ---------------- | ----------- |
| 1. | بي إف إل ضد بيلاتور | فيريرا ضد بدر | 24 فبراير 2024 | ملعب المملكة أرينا | الرياض، السعودية | لم يُكشف عنه |

## وصلات خارجية
- رينان فيريرا (مقاتل) على موقع شيردوغ (الإنجليزية)
- رينان فيريرا (مقاتل) على موقع Tapology.com (الإنجليزية)